# Кондитерский мешок
Кондитерский мешок, отсадочный мешок, корнет — инструмент для отделки или формования кондитерских изделий путём отсадки (выдавливания) крема или теста. Простейший мешок представляет собой конус с отверстием внизу. Мешок заполняется необходимым компонентом и герметично закрывается сверху. Более совершенные виды мешков имеют различные фигурные насадки.
Аналогичными по выполняемой функции инструментами являются Кондитерский шприц и Кондитерский пистолет.

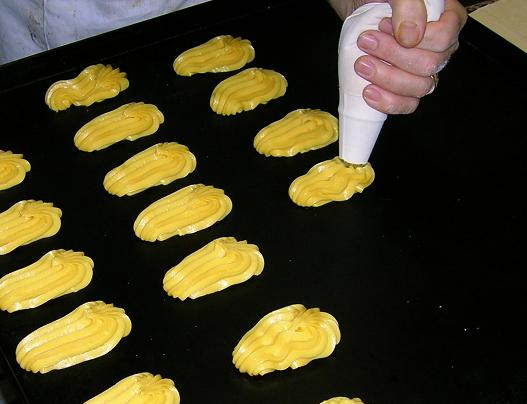
Кондитерский мешок
Кондитерский шприц
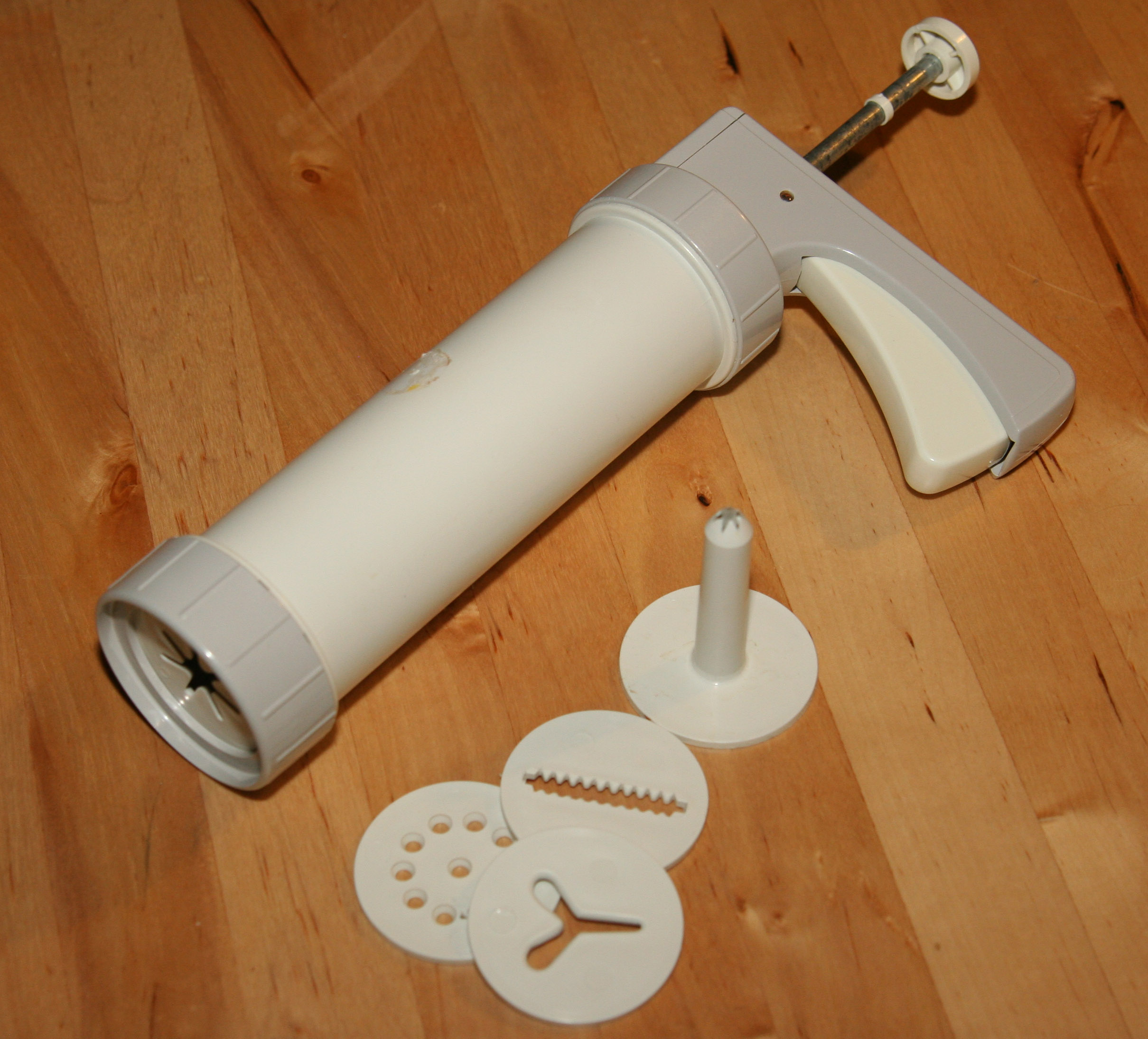
Кондитерский пистолет